# Xanthi F.C.
PAE Xanthi Athlitikos Omilos (Græsk: Αθλητικός Όμιλος Ξάνθη Π.Α.Ε., Engelsk: Athletic Club Xanthi F.C.) er en græsk fodboldklub oprettet i 1967. Den er beliggende i Xanthi og deltager i Grækenlands Superleague.

## Ekstern henvisning
- Klubbens hjemmeside Arkiveret 28. april 1999 hos  Wayback Machine

| Fodbold | Spire Denne artikel om en fodboldklub er en spire som bør udbygges. Du er velkommen til at hjælpe Wikipedia ved at udvide den. |